# Michael Fried
Michael Fried (New York, 12 aprile 1939) è un critico d'arte e storico dell'arte statunitense.
La sua opera più nota è Art and Objecthood (Arte e Oggettualità, 1967) un saggio con cui prende nettamente posizione contro il Minimalismo. Il saggio si articola attorno ai due concetti di literalism e teatralità, con cui intende scongiurare l'eterna minaccia di un'identificazione fra arte e vita.
Con il termine literalism si allude al mondo fisico e concreto delle cose e quindi allo sconfinamento dell'estetica nel reale.
Con teatralità si allude invece alla durata e quindi alle nuove modalità di esperire le opere, che coinvolgono ora lo spettatore/osservatore: non più creazioni artistiche che si offrono a una pura contemplazione estetica, ma oggetti da percepire, o addirittura  veri spazi da percorrere.